# Інтуїція (фільм)
«Інтуїція» (англ. Serendipity) — романтична мелодрама з елементами комедії 2001 року, з Кейт Бекінсейл та Джоном К'юсаком у головних ролях.

## Слоган
«У долі є почуття гумору»

## Сюжет
Напередодні Різдва Джонатан Трейгер знайомиться у крамниці з Сарою Томас, коли вони обоє намагаються купити останню пару рукавичок, на яку тим часом уже накинув оком інший покупець. В решті решт дівчина купує цю пару.
Будучи незнайомцями посеред натовпу в Нью-Йорку, вони проводять чудовий вечір разом, хоча в кожного є постійний партнер. Джонатан хоче продовжити це знайомство й обмінятися телефонами, але Сара відмовляється, оскільки в неї дивне переконання, що все в її житті має ставатися за призначенням долі. Вони випадково забувають свої речі в кафе Serendipity (випадковість/провидіння) й, повернувшись, зустрічаються знову. Тоді Сара вирішує перекласти відповідальність на волю випадку й вигадує оригінальний спосіб обміну телефонами: вона просить Джонатана написати номер на купюрі, яку одразу розмінюють, а свій номер пише у книзі, яку віддає на продаж. І якщо їм дійсно судилося бути разом, то вони обов’язково зустрінуться знову. Сара віддає йому одну рукавичку, й вони гублять одне одного.
За кілька років Джонатану так і не вдалося знайти ту саму книгу. Він уже втратив надію й готується до свого весілля з Холлі. Сара живе у  Сан-Франциско й теж має весільні плани: її наречений пропонує поєднати медовий місяць зі своїм концертним туром Європою. Раптом все навкруги нагадує Джонатану про Сару, і він сприймає ці знаки як поштовх до відновлення пошуку. Завдяки нареченій він знаходить у своїх старих речах чек на рукавички, в якому є номер рахунку покупця. З ним він іде до магазину, де великою ціною отримує адресу, але вона семирічної давнини, і знайти Сару йому не вдається. Тоді Холлі напередодні весілля дарує йому книгу, на яку він задивлявся вже кілька років — це виявляється той самий примірник із номером Сари. Завдяки другу він дізнається адресу, й вони летять до неї, ризикуючи запізнитися на репетицію весільної церемонії. Крізь вікна будинку вони бачать щасливу пару, що займається коханням. Не знаючи, що це сестра Сари з бойфрендом, які наглядають за будинком на час туру, вони повертаються додому.
В той самий час Сарі здалося, що її наречений прохолодно до неї відноситься, поставивши на перше місце свою музикальну роботу. Вона вирішує трохи розвіятися перед весіллям і летить із подругою до Нью-Йорку. Сара проводить час у місцях, пов’язаних із Джонатаном: у місцевому кафе, де її подруга отримує решту тою самою купюрою з номером Джонатана; у готелі, де вони стикаються з Холлі, яка запрошує їх на весілля; у парку, де Сара забуває свою куртку. Втім, скоро вона вирішує летіти додому.
Розраховуючись за навушники під час посадки в літак, Сара розуміє, що вони з подругою переплутали гаманці, й помічає номер Джонатана на банкноті. Забувши про все, вона вибігає з літака, їде до нього додому, дорогою з’ясувавши адресу, і дізнається, що той уже на весіллі. Сара мчить до готелю, де бачить, як у пустому залі прибиральник підіймає стільці — все скінчилося. З полегшенням вона дізнається, що весілля було скасовано.
Занурений у своїх думках, Джон приходить до парку й сідає навпроти ковзанки, де вони з Сарою каталися в перший день знайомства. Раптом він помічає на лавці чиюсь куртку, бере її та йде на середину майданчику, де залишається чекати. Уже коли стемніло, Сара згадує, де вона лишила куртку, і приходить до майданчику. Нарешті вони зустрілися. Сара безсило посміхається — тепер вона, згідно зі своїми принципами, вимушена нормально познайомитися й почати стосунки.

## У ролях
- Джон К'юсак — Джонатан Трейгер
- Кейт Бекінсейл — Сара Томас
- Джеремі Півен — Дін Кенскі
- Гарі Гербрандт — Джош
- Бріджет Мойнеген — Холлі Бакенен
- Юджин Леві — продавець
- Люсі Гордон — Керолайн Мітчелл

## Нагороди та номінації

### Номінації
- Премія «Сатурн»
  - 2002 — Найкраща акторка першого плану (Кейт Бекінсейл)
  - 2002 — Найкращий актор другого плану (Джеремі Півен)
- Young Artist Award
  - 2002 — Найкраща комедія для сімейного перегляду